# Línea CE2 (Montevideo)
La línea CE2 es una línea céntrica de Montevideo une la Ciudad Vieja con La Aguada. 

## Creación
Fue creada en febrero de 2024 y comenzó a funcionar en los primeros servicios del 4 de marzo del corriente año. Su creación surge de diversos planteos por parte de los usuarios de transporte de la ciudad y de la terminal Baltasar Brum. En noviembre de 2023 este planteo toma carácter oficial, cuando el Ministerio de Transporte y Obras Públicas le sugiere al Departamento de Movilidad de la Intendencia de Montevideo la creación de una línea que conecte el centro de Montevideo con la terminal Baltasar Brum. Es así que el planteo es tomado en cuenta por la Intendencia de Montevideo, quien le otorgó la concesión de esta línea a la compañía Cutcsa. Forma parte del circuito eléctrico en Ciudad Vieja junto con las líneas CE1, DE1 y E14.

## Características
Realiza un recorrido mediante circuito, conectando la Ciudad Vieja con la Aguada, específicamente en el Palacio de la Luz.  En su recorrido circula por distintos puntos de interés como la Torre de las Telecomunicaciones, Aguada Park y la Estación Central. El costo del boleto es el mismo que el boleto zonal, admitiendo también los boletos 1 hora y 2 horas.

## Recorridos
| IDA - 25 de Mayo - Juan Lindolfo Cuestas - Buenos Aires - Liniers - San José - Andes - Galicia - (Terminal Baltasar Brum) - Galicia - Avenida Rondeau - Gral Aguilar - Paraguay (Palacio de la Luz) | VUELTA - Paraguay - (Estación Central) - Paraguay - Cerro Largo - Andes - Galicia - (Terminal Baltasar Brum) - Galicia - Julio Herrera y Obes - Avenida 18 de Julio - Ciudadela |